# Fire Water Burn
Fire Water Burn un singolo discografico del gruppo musicale statunitense Bloodhound Gang, pubblicato nel 1997 ed estratto dall'album One Fierce Beer Coaster.

## Il brano
Il coro del brano è tratto da un'altra canzone, ovvero The Roof Is on Fire (1984) del gruppo Rock Master Scott & the Dynamic Three.

## Tracce
- 12" vinile (USA)/Maxi CD (Europa)

1. Fire Water Burn (Rudimental Jammy Jam) – 4:50
2. Fire Water Burn (Jim Makin' Jamaican Mix) – 5:01
3. Fire Water Burn (We Don't Need No God Lives Underwater Mix) – 3:31
4. Fire Water Burn (A Coo Dic Ver Din) – 4:42

- CD (Europa)

1. Fire Water Burn (Rudimental Jammy Jam) – 4:50
2. Fire Water Burn (Jim Makin' Jamaican Mix) – 5:01